# Gagarinski-Gasse

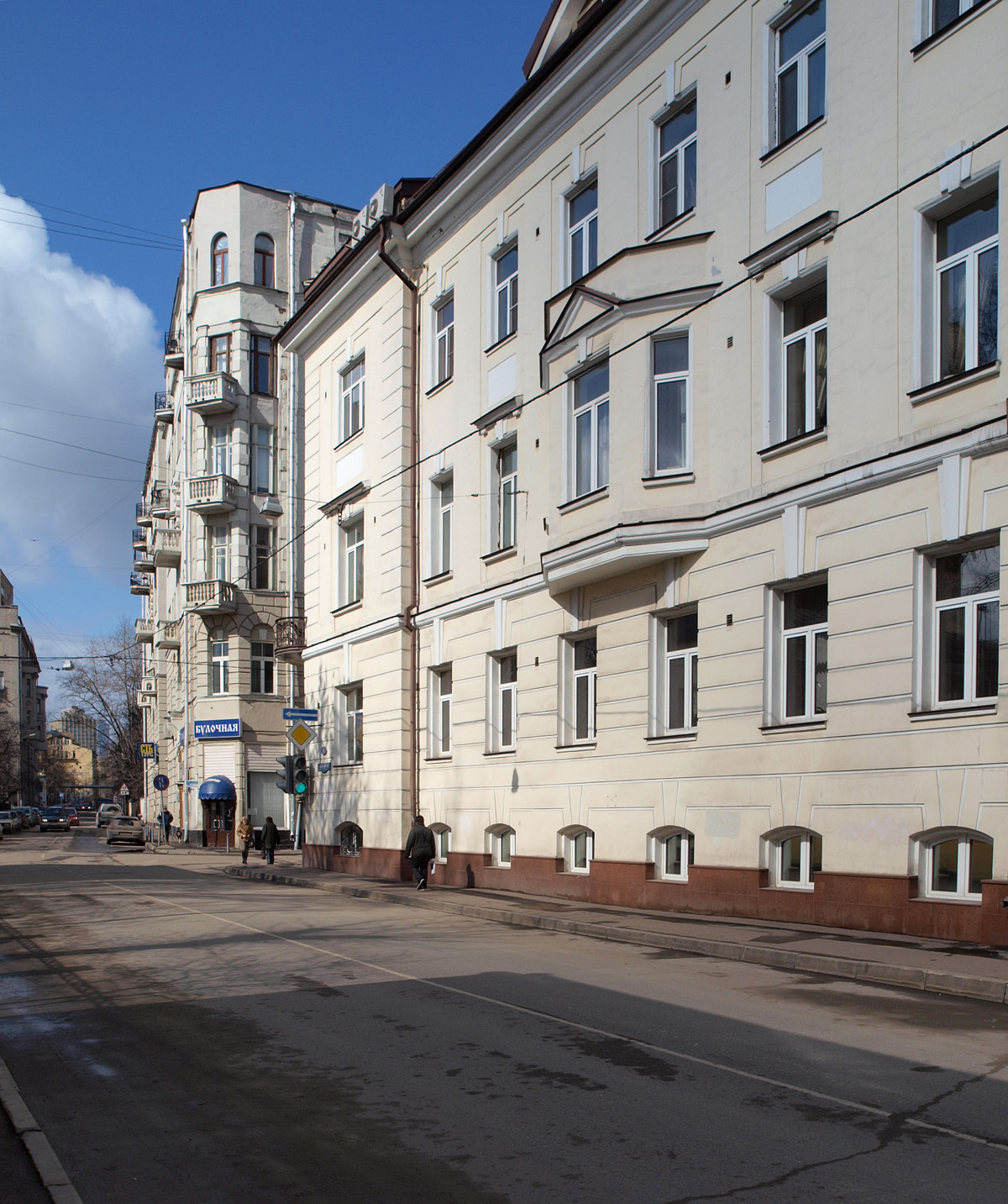

Die Gagarinski-Gasse, russisch Гагаринский переулок, ist eine Straße, die im Stadtteil Chamowniki im Zentralen Verwaltungsbezirk Moskaus liegt. Sie führt radial vom Gogol-Boulevard (ein Abschnitt des Boulevardrings) westwärts zu der Plotnikow-Gasse und liegt zwischen der Straße Pretschistenka und der Siwzew-Wraschek-Gasse. Die Länge beträgt 0,7 Kilometer.

## Benennung
Die Gasse bekam ihren Namen nach der fürstlichen Familie, deren Vertreter hier ein Herrenhaus im 17. und am Anfang 18. des Jahrhunderts hatten. Damals hatte sie die Benennung Staraja-Konjuschennaja-Straße (diesen Name bekam sie nach Konjuschennaja Sloboda, einer „Pferdewärtersiedlung“), da befanden sich hier auch Zarenställe. Seit dem späten 18. Jahrhundert hat die Straße die Benennung Gagarinski. 1962 wurde sie in Rylejew-Straße umbenannt – zur Erinnerung an Kondrati Rylejew. 1994 wurde die Rylejew-Straße wieder in Gagarinski-Gasse umbenannt.

## Beschreibung
- Nr. 2: Sekretarjow-Wohnhaus von 1852. Hier lebte der Architekt Konstantin Thon.
- Nr. 8: Mstislawski-Wohnhaus von 1925 (Architekt war A. Schusjew).
- Nr. 11: Falejew-Haus. Ein Steinhaus vom Anfang des 19. Jahrhunderts, 1845 wurde umgebaut, 1895 von Architekt Nikolai Falejew gekauft und nochmals überarbeitet. Nach der Oktoberrevolution wurde das Haus dem Volkskommissariat für Auswärtiges übergeben und als Wohnhaus für ausländische Gäste und Diplomaten genutzt (darunter lebte und starb hier Journalist John Reed). Jetzt befindet sich hier die Botschaft Abchasiens.
- Nr. 15/7: Steinheil-Haus – wurde 1816 erbaut. Erster Bewohner war Baron Steinheil. Das Haus diente als Treffpunkt für Dekabristen, um den Aufstand vorzubereiten. 1824 lebte hier Kondrati Rylejew. Seit 1830 gehörte das Haus Nikolai Turgenew, der Onkel Iwan Turgenews war, 1834 lebte hier Alexander Suworow, Enkel des gleichnamigen Generalissimus. 1872 bis 1917 gehörte das Haus Professor Lew Lopatin und galt als ein Zentrum des Kulturlebens Moskaus. Hier waren Lew Tolstoi, Fjodor Dostojewski, Alexander Ostrowski, Fjodor Tjuttschew, Michail Saltykow-Schtschedrin, Konstantin Stanislawski, Wladimir  Nemirowitsch-Dantschenko, Wassili Kljutschewski, Sergei Solowjow und viele andere zu Gast.
- Nr. 14/5: Wohnhaus von 1914.
- Nr. 25: Ein Holzhaus von 1820. 1878 war hier zweimal Lew Tolstoi als Gast. 1912–1947 diente es als Wohnhaus für Alexei Schtschussew.

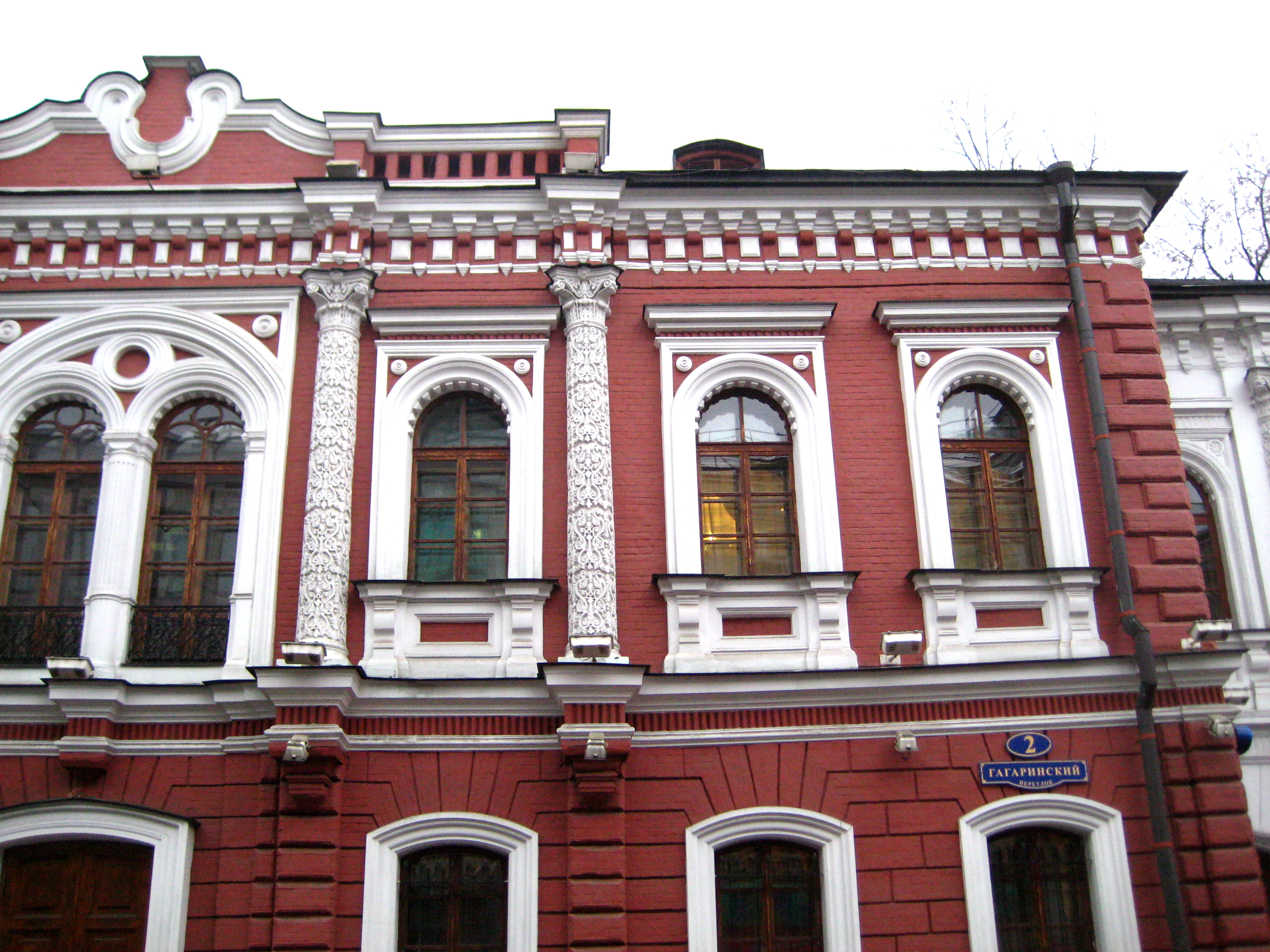
Hausnummer 2
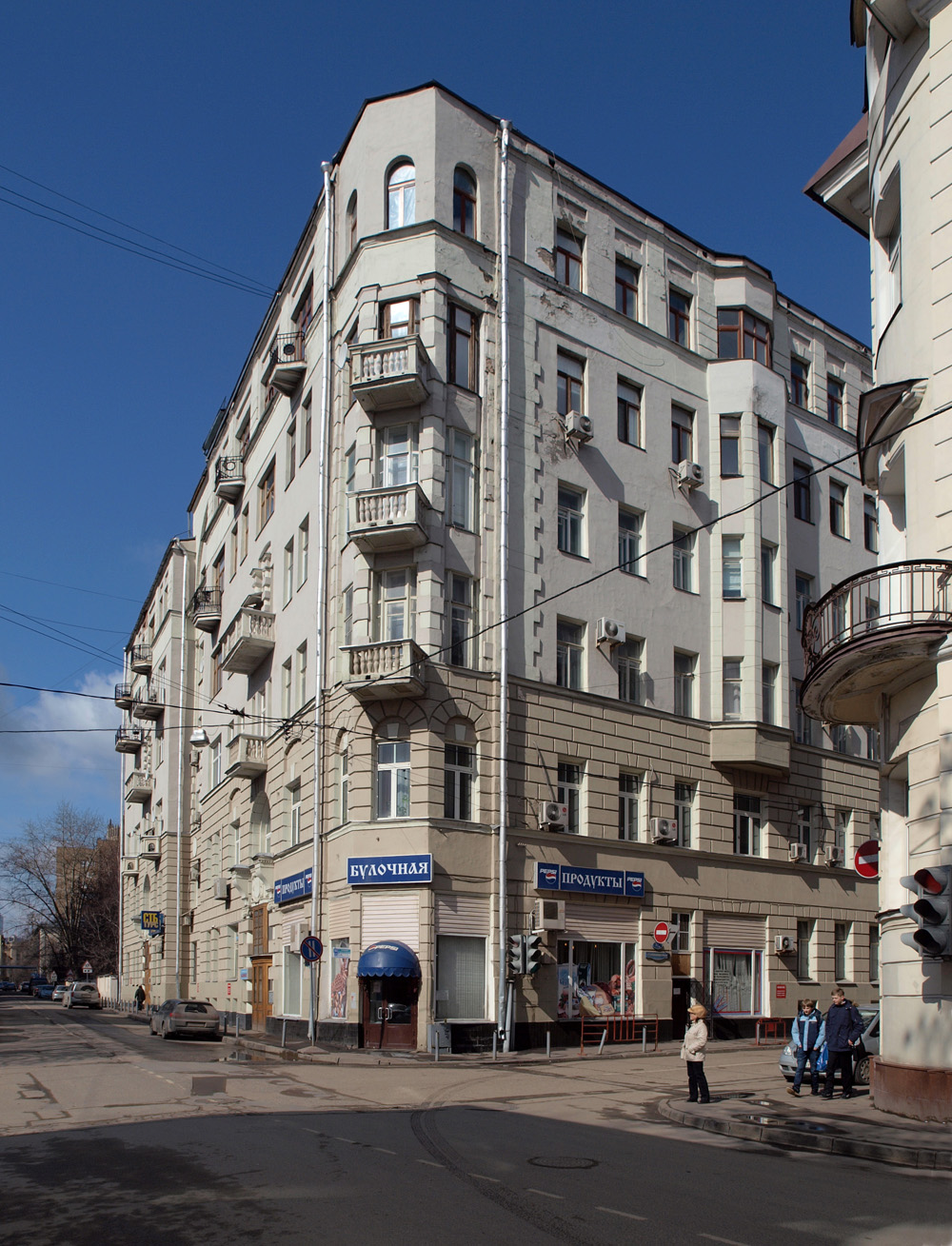
Hausnummer 14/5
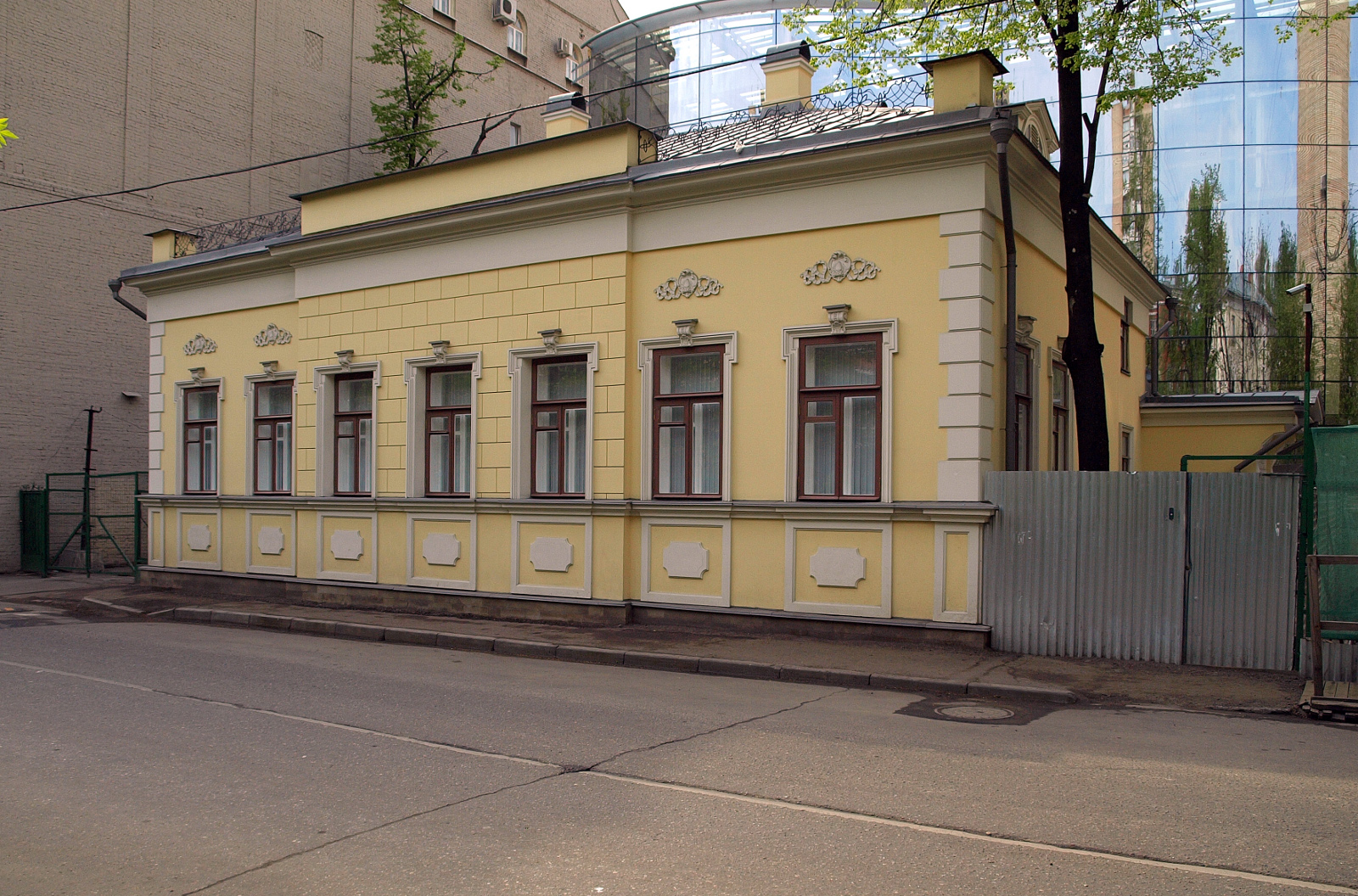
Hausnummer 25
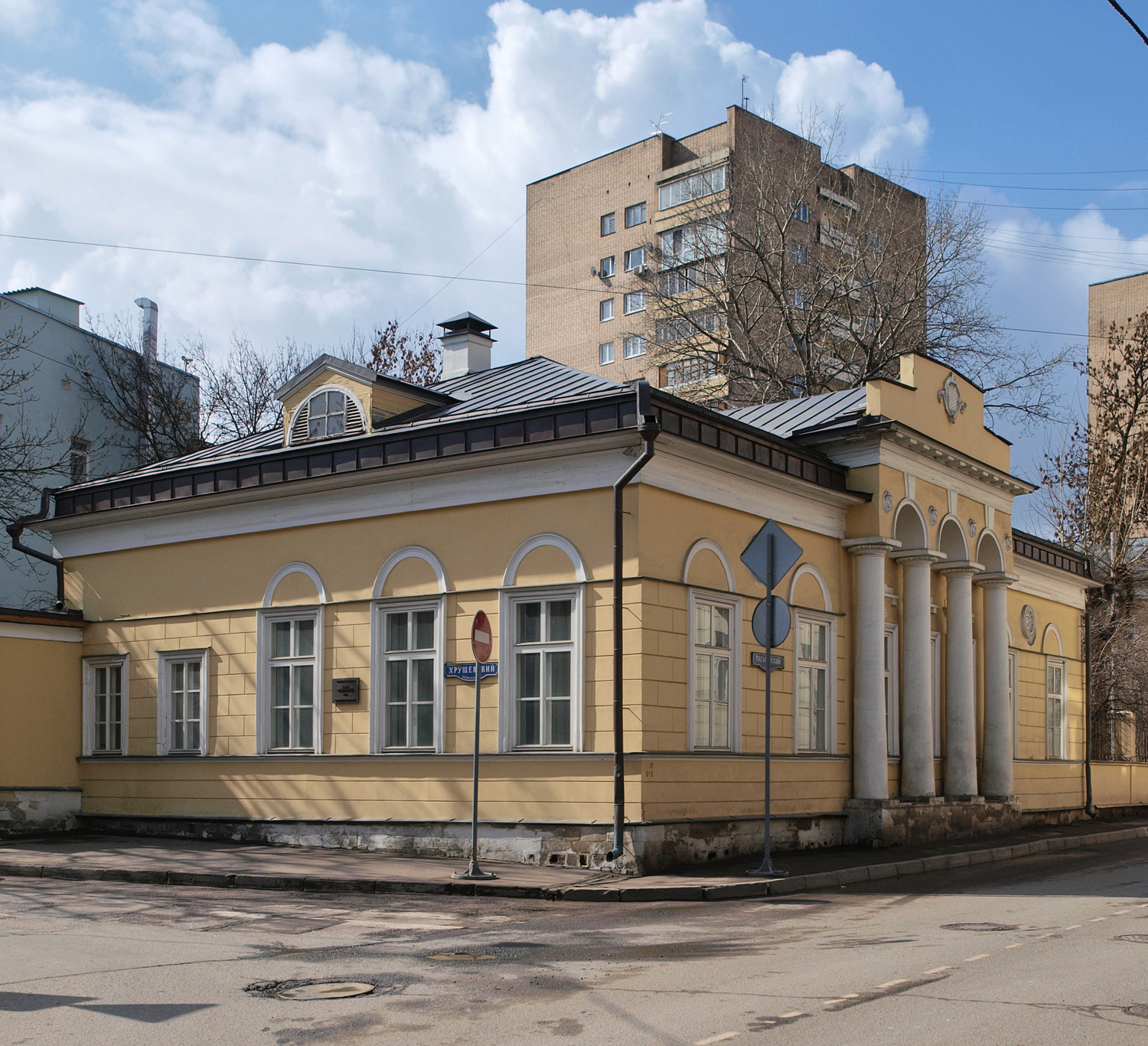
Hausnummer 15/7
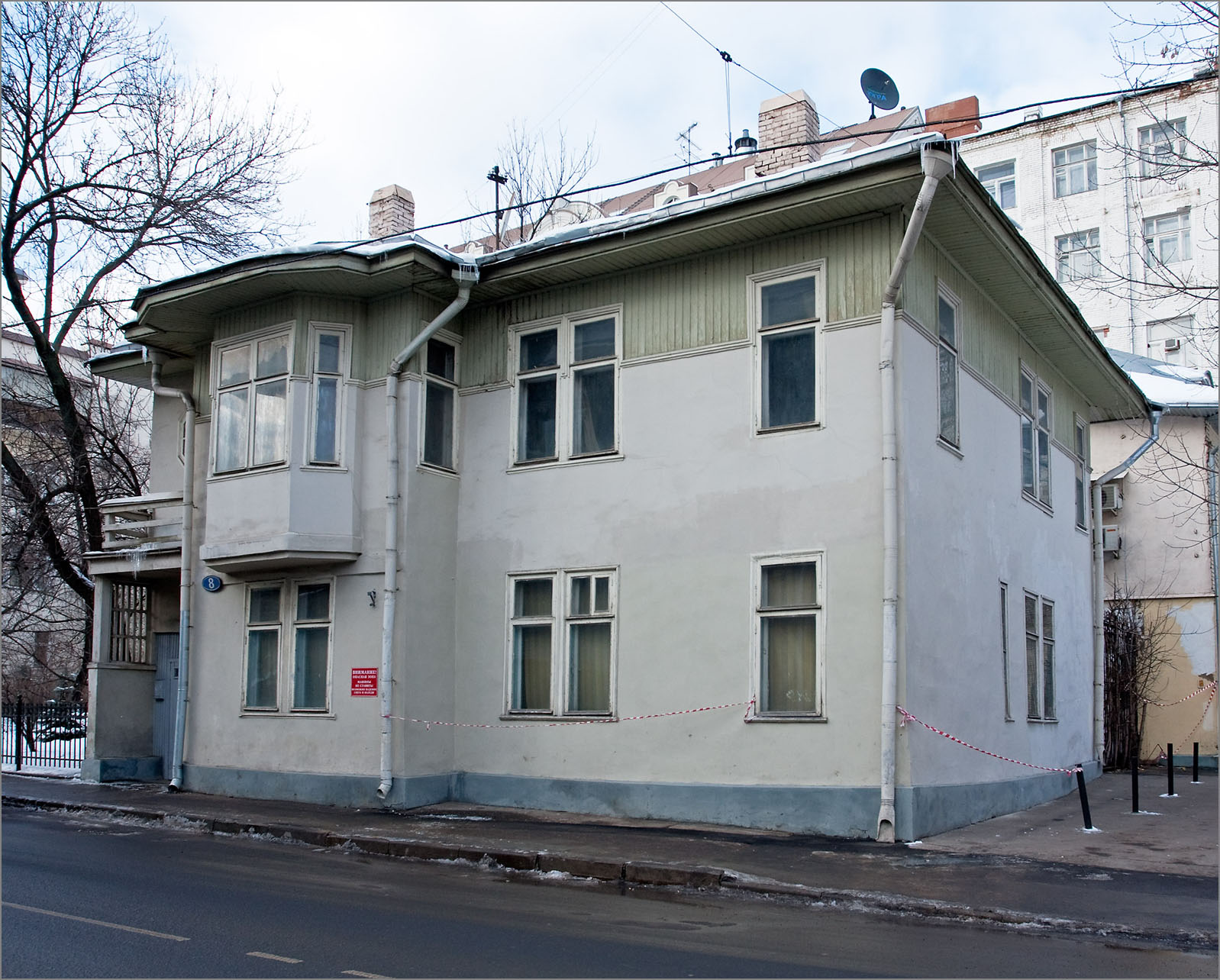
Hausnummer 8
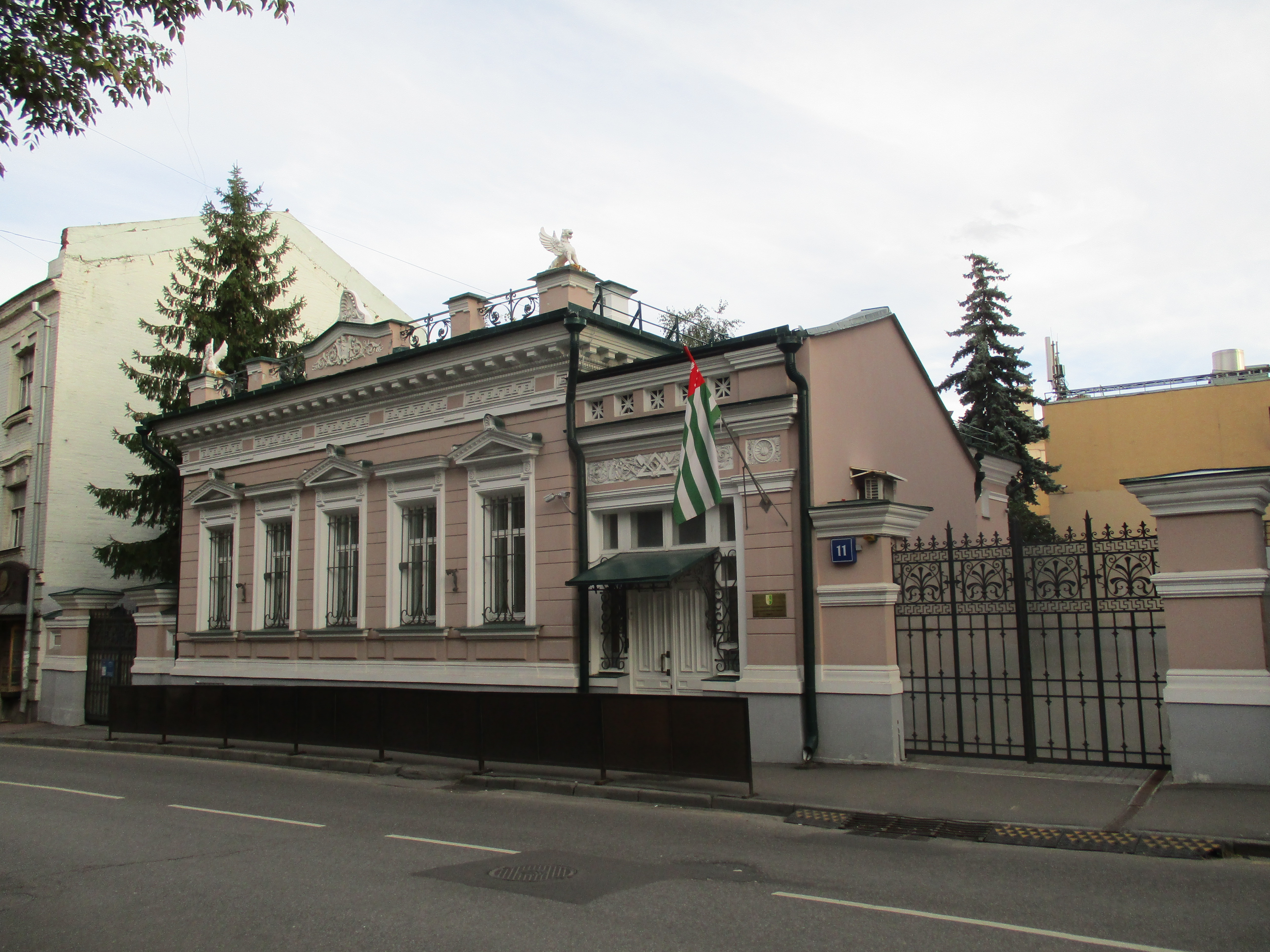
Hausnummer 11